# Második Wekerle-kormány
A második Wekerle-kormány 1906. április 8-ától 1910. január 17-ig volt hivatalban. A Szabadelvű Párt, mely jogelődét, a Deák-pártot is tekintve a kiegyezés óta az összes országgyűlési választást megnyerte, az 1905-ös választásokon történelmi vereséget szenvedett. A győztes, a 67-es elveket és eredményeket többségében élesen elvető, Ausztria és Magyarország között csak a perszonáluniót fenntartani hajlandó, a választásokra egységbe tömörült ellenzéki pártok, az ún. Szövetkezett Ellenzék komolyan fenyegetett az Osztrák–Magyar Monarchia szétesésével.

## Története
1905. június 18-án Ferenc József, a birodalom széthullásától tartva, a választási eredményeket negligálva a hozzá és a dualizmus rendszeréhez hű báró Fejérváry Géza táborszernagyot, a magyar királyi darabont testőrség kapitányát nevezte ki miniszterelnökké, átmeneti jelleggel. A parlamenten kívüliekből szervezett „darabontkormány” gyakorlatilag közutálatnak örvendett, az ellenzék által szervezett „nemzeti ellenállás” pedig cselekvésképtelenné tette. Az ekkor tetőpontjára hágó 1905-1906-os belpolitikai válságot végül az udvarral kötött titkos paktum oldotta fel, melyben a győztes ellenzék gyakorlatilag a programját volt kénytelen feladni, valamint elfogadni Wekerle Sándort miniszterelnöknek.
Az újonnan kinevezett kormány az 1906-os választásokon megerősítést nyert. A Koalíció belső ellentétei, programjának kényszerű feladása, valamint sorozatos hibái pozícióiban szinte a kezdetektől fogva olyannyira meggyengítették, hogy sem az önálló Magyar Nemzeti Bank felállítását, sem más, a paktumban nem szereplő, tehát az udvar által nem „tiltott” célkitűzéseit sem sikerült elérnie.
A Tisza István vezetésével újjászervezett Szabadelvű Párt, immáron Nemzeti Munkapárt néven az 1910-es választásokra felbomlott egykori „szövetkezett ellenzék” felett kiütéses győzelmet aratott, a parlamenti mandátumok több, mint 60%-át bezsebelve.

## A kormány tagjai

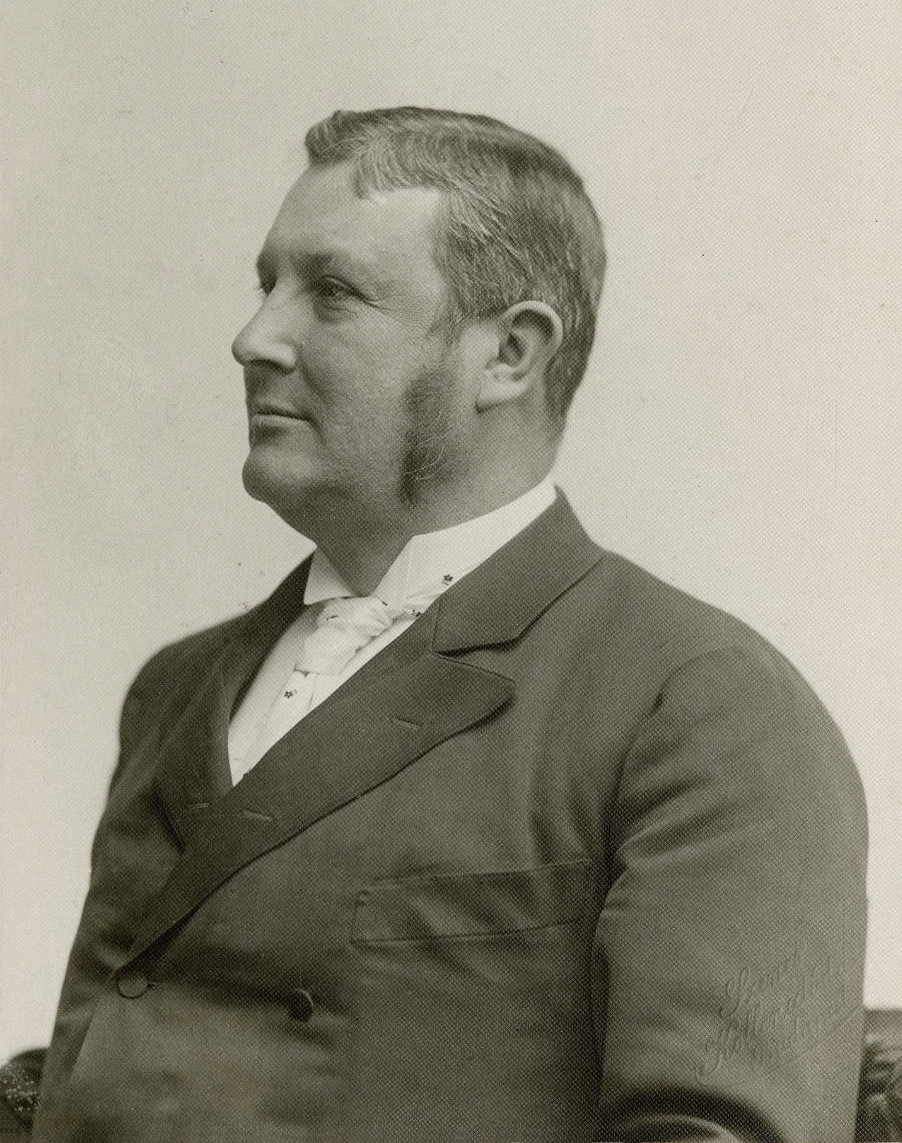
Wekerle Sándor

| Név                                           | hivatal kezdete                    | hivatal vége                       | párt                               | megjegyzés                                 |
| Miniszterelnök és pénzügyminiszter            | Miniszterelnök és pénzügyminiszter | Miniszterelnök és pénzügyminiszter | Miniszterelnök és pénzügyminiszter | Miniszterelnök és pénzügyminiszter         |
| --------------------------------------------- | ---------------------------------- | ---------------------------------- | ---------------------------------- | ------------------------------------------ |
| Wekerle Sándor                                | 1906. április 8.                   | 1910. január 17.                   | Alkotmánypárt                      |                                            |
| Belügyminiszter                               |                                    |                                    |                                    |                                            |
| ifj. Andrássy Gyula                           | 1906. április 8.                   | 1910. január 17.                   | Alkotmánypárt                      |                                            |
| Igazságügy-miniszter                          |                                    |                                    |                                    |                                            |
| Polónyi Géza                                  | 1906. április 8.                   | 1907. február 2.                   | Függetlenségi Párt                 |                                            |
| Günther Antal                                 | 1907. február 2.                   | 1909. szeptember 23.               | Függetlenségi Párt                 |                                            |
| Wekerle Sándor                                | 1909. szeptember 23.               | 1910. január 17.                   | Alkotmánypárt                      |                                            |
| Honvédelmi miniszter                          |                                    |                                    |                                    |                                            |
| Wekerle Sándor                                | 1906. április 8.                   | 1906. április 14.                  | Alkotmánypárt                      | miniszterelnökként egy hétig, ideiglenesen |
| Jekelfalussy Lajos                            | 1906. április 14.                  | 1910. január 17.                   | Alkotmánypárt                      |                                            |
| A király személye körüli miniszter            |                                    |                                    |                                    |                                            |
| Zichy Aladár                                  | 1906. április 8.                   | 1910. január 17.                   | Katolikus Néppárt                  |                                            |
| Vallás- és közoktatásügyi miniszter           |                                    |                                    |                                    |                                            |
| Apponyi Albert                                | 1906. április 8.                   | 1910. január 17.                   | Függetlenségi Párt                 |                                            |
| Földmívelésügyi miniszter                     |                                    |                                    |                                    |                                            |
| Darányi Ignác                                 | 1906. április 8.                   | 1910. január 17.                   | Alkotmánypárt                      |                                            |
| Kereskedelemügyi miniszter                    |                                    |                                    |                                    |                                            |
| Kossuth Ferenc                                | 1906. április 8.                   | 1910. január 17.                   | Függetlenségi Párt                 |                                            |
| Horvát-szlavón-dalmát tárca nélküli miniszter |                                    |                                    |                                    |                                            |
| Wekerle Sándor                                | 1906. április 8.                   | 1906. április 23.                  | Alkotmánypárt                      | miniszterelnökként két hétig, ideiglenesen |
| Josipovich Géza                               | 1906. április 23.                  | 1910. január 17.                   | Horvát Unionista Párt              |                                            |